# Astro Nero
L'Astro Nero (Black Dwarf / Cull Obsidian) è un personaggio immaginario che appare nei fumetti supereroistici pubblicati dalla Marvel Comics. È un importante membro dell'Ordine Nero, una squadra di alieni che opera per conto di Thanos.
Come membro dell'Ordine Nero, insieme ai suoi compagni vengono chiamati Cacciatori d'Ossidiana e Figli di Thanos, nei film del 2018-2019, Avengers: Infinity War e Avengers: Endgame interpretato da Terry Notary.

## Storia editoriale
L'Astro Nero apparve per la prima volta come un cameo in Nuovi Vendicatori #8 a settembre 2013 ed è stato creato da Jonathan Hickman e Jerome Opeña. Apparve fisicamente invece insieme ad altri membri dell'Ordine Nero, in Infinity #1 a ottobre 2013.

## Biografia
L'Astro Nero fa parte dell'Ordine Nero di Thanos, ossia la principale fonte di potenza del suo esercito.
Quando Thanos prese di mira la Terra, come prossimo pianeta che avrebbe raso al suolo, durante il fumetto Infinity, l'Astro Nero giunse nel Wakanda. A sua sorpresa, trovò una formidabile resistenza nel paese e fu costretto a ritirarsi. A causa del suo fallimento, Thanos decise di cacciarlo dall'Ordine Nero.
Thanos concesse una seconda opportunità all'Astro Nero, mandandolo a proteggere il Peak e impedire che venisse recuperato dai Vendicatori. Durante lo scontro contro essi, l'Astro Nero venne ucciso dallo spietato guerriero kree, Ronan l'Accusatore.
Durante l'arco narrativo No Surrender, l'Astro Nero venne resuscitato da Challenger colui che riorganizzerà l'Ordine Nero, per partecipare ad una sfida con la Legione Mortale del Gran Maestro.

## Poteri e capacità
L'Astro Nero possiede una forza sovrannaturale, la sua pelle è impenetrabile grazie ad una maggiore densità.

## Altri media

### Televisione
- L'Astro Nero apparve nella serie animata Avengers Assemble, ma senza alcun monologo con esso. Serve l'Ordine Nero sotto Thanos.[9]
- L'Astro Nero apparve anche nella serie animata Guardiani della Galassia, doppiato da Jesse Burch.[9]

### Marvel Cinematic Universe
Il personaggio appare all'interno del Marvel Cinematic Universe, interpretato dall'attore e stuntman statunitense Terry Notary.
- L'Astro Nero apparve come uno dei quattro antagonisti secondari nel film Avengers: Infinity War (2018). L'Astro Nero viene inviato insieme a Fauce d'Ebano a New York per prendere la Gemma del Tempo dal Dottor Strange. Una volta giunti lì incontrano lo stregone, Iron Man, Hulk e Wong, compreso Spider-Man, sfociando in un combattimento imminente nel tentativo di rubare la gemma. Dopo essere stato teletrasportato in Antartide da Wong, l'Astro tenta di ritornare indietro ma il portale si chiude tagliandogli la mano. A causa della mano perduta, gli viene concesso una nuova mano cibernetica per il prossimo conflitto in Wakanda, insieme a Proxima Media Nox e Gamma Corvi. Durante lo scontro tra l'Astro Nero e Bruce Banner con l'armatura dell'Hulkbuster, esso riesce a mettere in seria difficoltà Bruce, ma grazie al braccio respingente colpisce talmente forte che l'Astro Nero vola via verso lo scudo protettivo della città, che a causa dell'enorme temperatura emessa da quest'ultimo esplode in mille pezzi.[12]
- L'Astro Nero ritorna come uno degli antagonisti minori nel film Avengers: Endgame (2019). Compare come una sua copia del passato (del 2014) che viaggiando nel tempo con l'esercito di Thanos, incombono in uno scenario di guerra sulla Terra, dove all'inizio combatte contro Korg e Drax il Distruttore.[13] Durante lo scontro, l'Astro Nero viene fermato da Spider-Man mentre stava per pestare Iron Man e, infine, viene calpestato a morte da un Ant-Man ingigantito. Il suo cadavere si dissolve insieme al resto delle forze di Thanos quando Tony Stark, schiocca le dita tramite le Gemme dell'Infinito disposte sul guanto.[14]
- L'Astro Nero apparve anche nella prima serie animata dell'MCU What If...? (2021).

### Videogiochi
- L'Astro Nero apparve come mini boss in Marvel: Avengers Alliance.[15]
- L'Astro Nero, apparve come boss e come personaggio sbloccabile in Marvel Future Fight.[16]
- L'Astro Nero appare come personaggio giocabile, nel DLC "Infinity War" per Lego Marvel Super Heroes 2.[17]
- L'Astro Nero, ribattezzato Cacciatore d'Ossidiana, appare come personaggio giocabile anche nel videogioco per smarthphone Marvel: Sfida dei campioni.[18]
- L'Astro Nero appare nel videogioco Marvel: La Grande Alleanza 3: L'Ordine Nero.[senza fonte]